# Dennis Gilbert
Dennis Gilbert Jr., född 30 oktober 1996, är en amerikansk professionell ishockeyback som är kontrakterad till Chicago Blackhawks i National Hockey League (NHL) och spelar för Rockford Icehogs i American Hockey League (AHL). Han har tidigare spelat för Notre Dame Fighting Irish (University of Notre Dame) i National Collegiate Athletic Association (NCAA) och Chicago Steel i United States Hockey League (USHL).
Gilbert draftades av Chicago Blackhawks i tredje rundan i 2015 års draft som 91:a spelare totalt.

## Statistik
| 2011–2012   | St. Joseph's Collegiate Institute Marauders |             | 27  | 4  | 5  | 9  | 2  | —  | — | — | — | — |
| 2012–2013   | St. Joseph's Collegiate Institute Marauders |             | 28  | 12 | 8  | 20 | 21 | —  | — | — | — | — |
| 2013–2014   | Buffalo Jr. Sabres                          | OJHL        | 35  | 4  | 13 | 17 | 36 | 10 | 0 | 3 | 3 | 8 |
| 2014–2015   | Chicago Steel                               | USHL        | 59  | 4  | 23 | 27 | 89 | —  | — | — | — | — |
| 2015–2016   | Notre Dame Fighting Irish                   | NCAA        | 37  | 2  | 8  | 10 | 34 | —  | — | — | — | — |
| 2016–2017   | Notre Dame Fighting Irish                   | NCAA        | 40  | 0  | 22 | 22 | 22 | —  | — | — | — | — |
| 2017–2018   | Notre Dame Fighting Irish                   | NCAA        | 39  | 4  | 6  | 10 | 16 | —  | — | — | — | — |
| 2018–2019   | Chicago Blackhawks                          | NHL         | 1   | 0  | 0  | 0  | 2  | —  | — | — | — | — |
|             | Rockford Icehogs                            | AHL         | 59  | 5  | 9  | 14 | 65 | —  | — | — | — | — |
| NHL totalt  | NHL totalt                                  | NHL totalt  | 1   | 0  | 0  | 0  | 2  | —  | — | — | — | — |
| NCAA totalt | NCAA totalt                                 | NCAA totalt | 116 | 6  | 36 | 42 | 72 | —  | — | — | — | — |